# Pitcairnia gemmipara
Pitcairnia gemmipara är en gräsväxtart som beskrevs av Lyman Bradford Smith och Julio Betancur. Pitcairnia gemmipara ingår i släktet Pitcairnia och familjen Bromeliaceae.
Artens utbredningsområde är Colombia. Inga underarter finns listade i Catalogue of Life.